# Râul Gotcoaia
Râul Gotcoaia este un curs de apă, afluent al râului Glăvănești. 